# Fallsburg
Fallsburg es un municipio del condado de Sullivan, estado de Nueva York. Tiene una población estimada, a mediados de 2021, de 14 236 habitantes.

## Geografía
El municipio está ubicado en las coordenadas 41°44′13″N 74°36′14″O / 41.73694, -74.60389 (41.736921, -74.603782). Según la Oficina del Censo, tiene un área total de 204.90 km², de la cual 201.04 km² son tierra y 3.86 km² son agua.

## Demografía
Según la Oficina del Censo, en 2000 los ingresos medios de los hogares eran de $33,036 y los ingresos medios de las familias eran de $39,216. Los hombres tenían ingresos medios por $31,949 frente a los $24,583 que percibían las mujeres. Los ingresos per cápita eran de $16,744. Alrededor del 20.5% de la población estaba por debajo del umbral de pobreza.
De acuerdo con la estimación 2016-2020 de la Oficina del Censo, los ingresos medios de los hogares son de $49,435 y los ingresos medios de las familias son de $61,409. Los ingresos per cápita en los últimos doce meses, medidos en dólares de 2020, son de $28,470. Alrededor del 16.9% de la población está por debajo del umbral de pobreza.